# Cirrusnebel
Der Cirrusnebel (auch als Schleier-Nebel, englisch Veil nebula bezeichnet) ist der im optischen Spektrum sichtbare Teil des Cygnusbogens, einer Ansammlung von Emissions- und Reflexionsnebeln, die sich in einer Entfernung von rund 2500 Lichtjahren im Sternbild Schwan befinden. Sie sind zusammen der Überrest einer Supernova, die vor ca. 8.000 Jahren stattfand.

## Übersicht
Diverse Teile des Überrests haben verschiedene NGC- und IC-Nummern. So gehören die Objekte NGC 6960, NGC 6974, NGC 6979, NGC 6992, NGC 6995 und IC 1340 alle zur selben Struktur.
| Name des Objekts | Rektaszension | Deklination  | mV | Winkelausdehnung | Entdecker            | Entdeckungsdatum   |
| ---------------- | ------------- | ------------ | -- | ---------------- | -------------------- | ------------------ |
| NGC 6960         | 20h 45m 58.2s | +30° 45′ 43″ |    | 70.00 × 6.0      | Wilhelm Herschel     | 7. September 1784  |
| NGC 6974         | 20h 51m 04.3s | +31° 49′ 41″ |    |                  | Lawrence Parsons     | 20. August 1873    |
| NGC 6979         | 20h 50m 28.0s | +32° 01′ 33″ |    | 7.00 × 3.0       | Wilhelm Herschel     | 7. September 1784  |
| NGC 6992         | 20h 56m 19.1s | +31° 44′ 34″ |    | 60.00 × 8.0      | Wilhelm Herschel     | 5. September 1784  |
| NGC 6995         | 20h 57m 10.7s | +31° 14′ 07″ |    | 12.00 × 12.0     | John Herschel        | 7. September 1825  |
| IC 1340          | 20h 56m 08.2s | +31° 02′ 52″ |    | 25.00 × 20.0     | Truman Henry Safford | 13. September 1866 |

Der Nebel wurde am  5. September 1784 von Wilhelm Herschel entdeckt. Er beschrieb ihn als: „Extended; passes thro' 52 Cygni... near 2 degree in length“; den östlichen Teil als „Branching nebulosity... The following part divides into several streams uniting again towards the south.“

## Untersuchungen
Erste Photographien wurden bereits Ende des 19. Jahrhunderts von Isaac Roberts angefertigt und veröffentlicht. Der Nebel ist aber trotz seiner Gesamthelligkeit von circa 7 mag wegen seiner großen Flächenausdehnung von 230′ × 160′ für Amateurastronomen nicht leicht zu beobachten; hilfreich sind kontraststeigernde Nebelfilter. Auf Fotografien, insbesondere im kurzwelligen Spektralbereich, tritt der Nebel deutlich hervor.

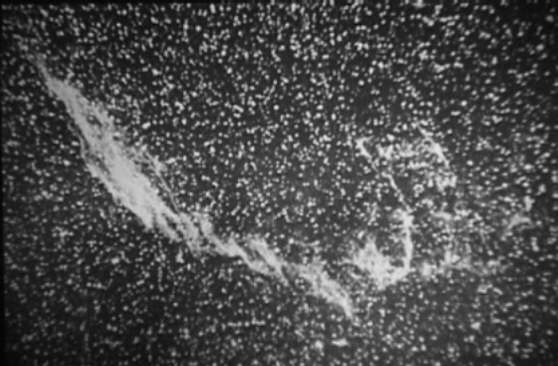
Aufnahme eines Filaments (NGC 6992, 6995) von Roberts mit einem 50-cm-Newton-Teleskop, 1899
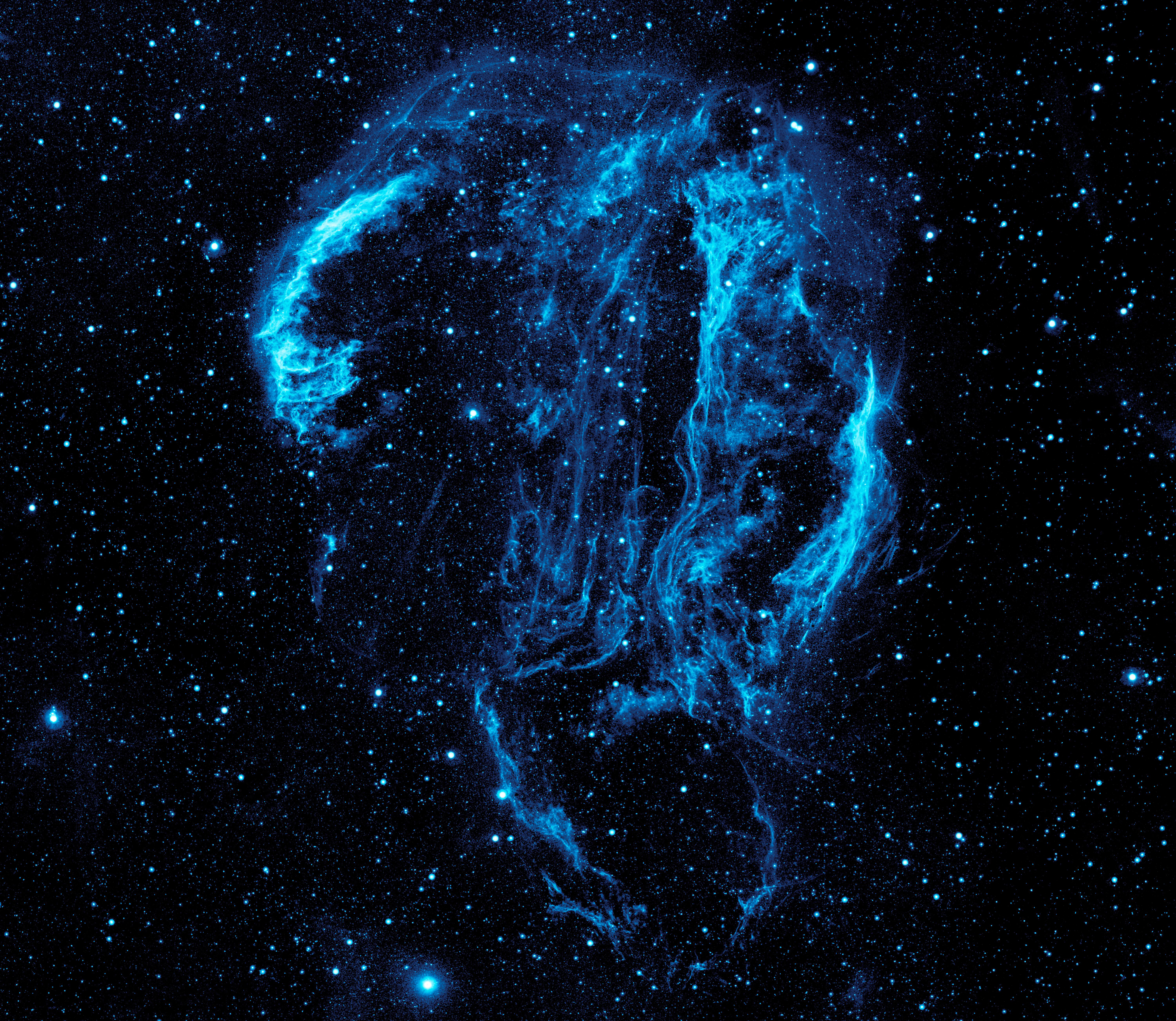
Ultravioletaufnahme mit GALEX

Es wurden und werden an ihm zahlreiche Untersuchungen zur Struktur und Gasdynamik von Supernovaüberresten durchgeführt, beispielsweise Detailstudien mit dem Hubble-Weltraumteleskop. Fotografien in verschiedenen Wellenlängenbereichen, insbesondere auch im Röntgenbereich durch den Satelliten ROSAT, ergeben ein Gesamtbild des Nebels, das in seinen Umrissen an eine Glühbirne erinnert. Der kompakte Überrest (Neutronenstern, Pulsar oder Schwarzes Loch) der Supernova ist jedoch nicht bekannt.

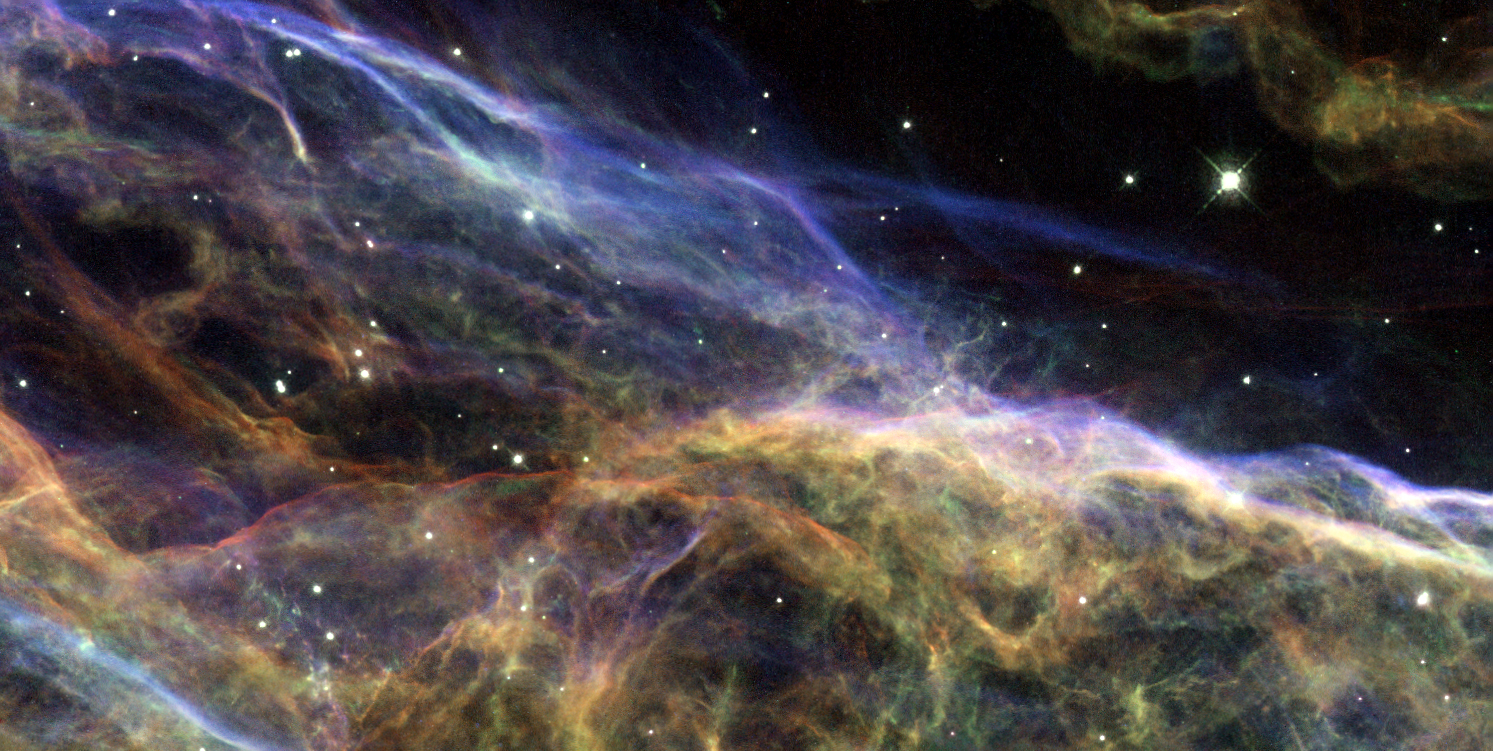
Hubble-Falschfarbenaufnahme mittels mehrerer schmalbandiger Filter (OIII blau; Hα grün; SII rot)
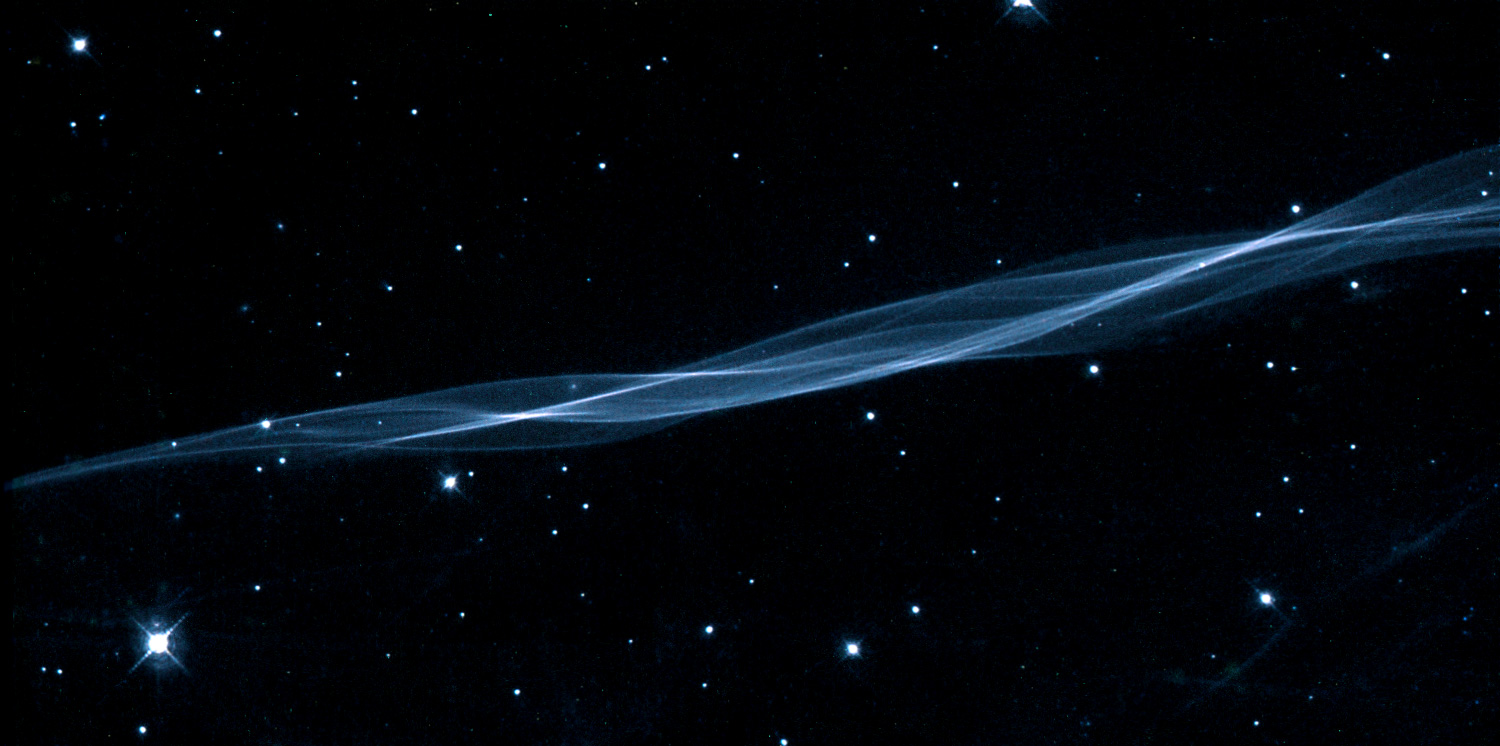
Filament, an dem Geschwindigkeit[15] und ionisierte Gase (OV, NV, CIV, HeII)[16] untersucht wurden.
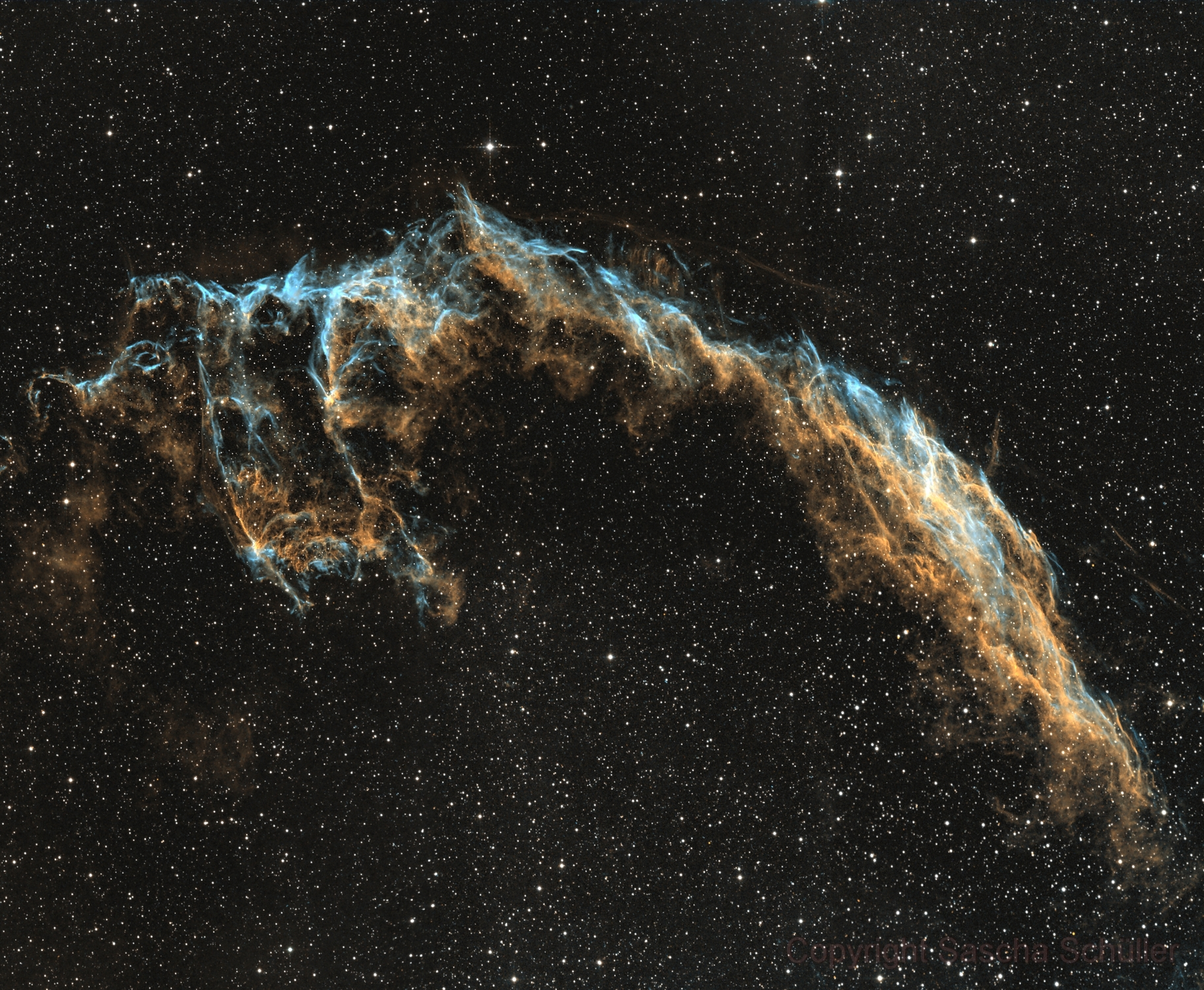
NGC 6992/6995, Schmalbandaufnahme (HA/OIII) mit einem 16-Zoll-Newton-Teleskop
Detailaufnahme des Hubble-Weltraumteleskops

## Trivia
Im Film Dark Star – Finsterer Stern ist der Schleiernebel ein Reiseziel des titelgebenden Raumschiffs.